# Chaetocarpus schomburgkianus
Chaetocarpus schomburgkianus là một loài thực vật có hoa trong họ Peraceae. Loài này được (Kuntze) Pax & K.Hoffm. mô tả khoa học đầu tiên năm 1912.